# Грачёва, Наталья Николаевна
Наталья Николаевна Грачёва (Прокопченко) (род. 21 февраля 1952, Ингулец, Днепропетровская область) — советская легкоатлетка (пятиборье, семиборье), чемпионка и рекордсменка СССР, обладательница Кубка Европы 1977 года в командном зачёте, победительница соревнований Дружба-84, Заслуженный мастер спорта СССР (1984). Преподаватель. В 1982 году установила рекорд СССР в семиборье — 6474 очка.

## Спортивные результаты
- Чемпионат СССР по лёгкой атлетике 1982 года —  (семиборье — 6611);
- Чемпионат СССР по лёгкой атлетике в помещении 1983 года —  (пятиборье — 4630);
- Чемпионат СССР по лёгкой атлетике 1985 года —  (семиборье — 6427);